# BJ Mitchell
Anthony „BJ“ Mitchell (* 27. Januar 1992 in Lawrenceville, Gwinnett County, Georgia) ist ein US-amerikanischer Schauspieler.

## Leben
BJ Mitchell wurde als Anthony Mitchell in Lawrenceville geboren. Er hat eine jüngere Schwester. Ab seinem fünften Lebensjahr trat er in Atlanta erstmals in schauspielender Funktion in Erscheinung. Im Alter von sechs Jahren folgten erste Rollen in Werbespots zu McDonald’s, Toys “R” Us und Campbell Soup Company. Ab seinem neunten Lebensjahr lebte er in Los Angeles.
Er debütierte 2001 in einer Nebenrolle im Film World Traveler als Filmschauspieler. Zwischen 2003 und 2004 war er in insgesamt 23 Episoden der Fernsehserie Like Family in der Rolle des Bobby Ward zu sehen. Anschließend pausierte er als Schauspieler und wirkte ab 2010 als Episodendarsteller in verschiedenen US-amerikanischen Fernsehserien mit. Seit 2017 stellt er den Charakter des Parker Grant im Netflix Original Greenhouse Academy dar.

## Filmografie
- 2001: World Traveler
- 2002: Max Magician and the Legend of the Rings
- 2003–2004: Like Family (Fernsehserie, 23 Episoden)
- 2010: Meet the Browns (Fernsehserie, Episode 4x49)
- 2011: Harry’s Law (Fernsehserie, Episode 1x08)
- 2012: How to Rock (Fernsehserie, Episode 1x11)
- 2012: H+ (Fernsehserie, 3 Episoden)
- 2013: Reading Writing & Romance (Fernsehfilm)
- 2013: Bones – Die Knochenjägerin (Bones) (Fernsehserie, Episode 9x08)
- 2014: The Fosters (Fernsehserie, Episode 2x03)
- 2014–2015: Instant Mom (Fernsehserie, 11 Episoden)
- 2014–2016: Faking It (Fernsehserie, 3 Episoden)
- 2015: Black-ish (Fernsehserie, Episode 1x14)
- 2015: Navy CIS (Fernsehserie, Episode 12x17)
- 2016: Uncle Buck (Fernsehserie, Pilotfolge)
- 2016: Gortimer Gibbon – Mein Leben in der Normal Street (Gortimer Gibbon’s Life on Normal Street) (Fernsehserie, Episode 2x16)
- 2017: The Joneses Unplugged (Fernsehfilm)
- seit 2017: Greenhouse Academy (Fernsehserie)
- 2018: Delirium
- 2018: For the People (Fernsehserie, Episode 1x03)
- 2018: Mr. Student Body President (Fernsehserie, 4 Episoden)